# Damien Delaney
Damien Delaney (ur. 20 lipca 1981 w Cork) – irlandzki piłkarz występujący na pozycji obrońcy.

## Kariera klubowa
Delaney zawodową karierę rozpoczynał w 2000 roku w irlandzkim Cork City. Jeszcze w tym samym roku trafił do angielskiego Leicester City z Premier League. W tych rozgrywkach zadebiutował 17 marca 2001 roku w przegranym 0:2 pojedynku z Manchesterem United. W sezonie 2001/2002 był wypożyczany do Stockport County (Division One) oraz Huddersfield Town (Division Two), a w następnym do Mansfield Town (Division Two).
W październiku 2002 roku Delaney przeszedł do Hull City z Division Three. Zadebiutował tam 19 października 2002 roku w wygranym 4:1 spotkaniu z Torquay United. W 2004 roku awansował z zespołem do League One, a w 2005 roku do Championship. W Hull spędził jeszcze 2,5 roku.
W styczniu 2008 roku Delaney odszedł do Queens Park Rangers, także grającego w Championship. Pierwszy ligowy mecz zaliczył tam 19 stycznia 2008 roku przeciwko Barnsley (2:0). Przez 1,5 roku w barwach QPR rozegrał 54 spotkania i zdobył 2 bramki.
W 2009 roku podpisał kontrakt z Ipswich Town, również występującym w Championship. Zadebiutował tam 9 sierpnia 2009 roku w przegranym 1:2 ligowym spotkaniu z Coventry City.
31 sierpnia 2012 roku wzmocnił na zasadzie wolnego transferu Crystal Palace.

## Statystyki kariery
| Sezon   | Klub                | Kraj     | Rozgrywki        | Mecze | Bramki |
| ------- | ------------------- | -------- | ---------------- | ----- | ------ |
| 2000    | Cork City           | Irlandia | Premier Division | 9     | 0      |
| 2000/01 | Leicester City      | Anglia   | Premier League   | 5     | 0      |
| 2001/02 | Leicester City      | Anglia   | Premier League   | 3     | 0      |
| 2001/02 | Stockport County    | Anglia   | Championship     | 12    | 1      |
| 2001/02 | Huddersfield Town   | Anglia   | League One       | 2     | 0      |
| 2002/03 | Mansfield Town      | Anglia   | League One       | 7     | 0      |
| 2002/03 | Hull City           | Anglia   | League Two       | 30    | 1      |
| 2003/04 | Hull City           | Anglia   | League Two       | 46    | 2      |
| 2004/05 | Hull City           | Anglia   | League One       | 44    | 1      |
| 2005/06 | Hull City           | Anglia   | Championship     | 46    | 0      |
| 2006/07 | Hull City           | Anglia   | Championship     | 36    | 1      |
| 2007/08 | Hull City           | Anglia   | Championship     | 22    | 0      |
| 2007/08 | Queens Park Rangers | Anglia   | Championship     | 17    | 1      |
| 2008/09 | Queens Park Rangers | Anglia   | Championship     | 37    | 1      |
| 2009/10 | Ipswich Town        | Anglia   | Championship     | 36    | 0      |
| 2010/11 | Ipswich Town        | Anglia   | Championship     | 32    | 2      |
| 2011/12 | Ipswich Town        | Anglia   | Championship     | 29    | 0      |
| 2012/13 | Ipswich Town        | Anglia   | Championship     | 1     | 0      |
| 2012/13 | Crystal Palace      | Anglia   | Championship     | 40    | 3      |
| 2013/14 | Crystal Palace      | Anglia   | Premier League   | 37    | 1      |
| 2014/15 | Crystal Palace      | Anglia   | Premier League   | 29    | 0      |
| 2015/16 | Crystal Palace      | Anglia   | Premier League   | 32    | 2      |
| 2016/17 | Crystal Palace      | Anglia   | Premier League   | 30    | 0      |
| 2017/18 | Crystal Palace      | Anglia   | Premier League   | 2     | 0      |
| 2018    | Cork City           | Irlandia | Premier Division | 10    | 1      |
| 2019    | Waterford           | Irlandia | Premier Division | 20    | 1      |

## Kariera reprezentacyjna
W reprezentacji Irlandii Delaney zadebiutował 24 maja 2008 roku w zremisowanym 1:1 towarzyskim meczu z Serbią.